# (66583) Nicandra
(66583) Nicandra est un astéroïde de la ceinture principale.

## Description
(66583) Nicandra est un astéroïde de la ceinture principale. Il fut découvert le 9 septembre 1999 à Socorro par le projet LINEAR. Il présente une orbite caractérisée par un demi-grand axe de 2,63 UA, une excentricité de 0,25 et une inclinaison de 3,6° par rapport à l'écliptique.